# Азнабаев, Олег Фаритович
Оле́г Фари́тович Азнаба́ев (21 марта 1977) — российский футболист и игрок в мини-футбол.
Выступал на позициях нападающего и полузащитника в профессиональных клубах «Содовик» (Стерлитамак) и «Строитель» (Уфа), а также в мини-футбольных клубах БГПУ и «Динамо-Тималь». Кандидат в мастера спорта по мини-футболу. Символ БГПУ, лучший бомбардир клуба за всю его историю (на его счету более 500 мячей). В настоящее время является главным тренером команды.

## Карьера
Воспитанник футбольной школы «Гастелло». Дебютировал в основном составе в 1994 году. На следующий год перешёл в «Содовик», в котором, в общей сложности, провёл пять сезонов. После этого вернулся в родную команду, на тот момент выступавшую в соревнованиях КФК, и помог ей в 2001 году завоевать путёвку во Второй дивизион.
Сам Азнабаев продолжил играть в турнире КФК, уже в составе «Белоречья» из Кушнаренково. К концу сезона у клуба начались финансовые и организационные затруднения, и в начале 2003 года Азнабаев всё-таки подписал контракт со «Строителем». Игра во Втором дивизионе у него не заладилась, хотя он и забил в первом же официальном матче за команду (кубковая игра против «Алнаса», вышел на замену), и после первого круга Азнабаев покинул команду, перейдя в «Нефтехимик».
Клуб выступал в ЛФЛ, и Азнабаев играл за него до 2005 года. К этому времени основной упор он сделал на мини-футбольной карьере, и поэтому после 2005 года ограничил выступление в большом футболе участием в республиканском первенстве, где, в частности, сыграл в составе учалинского «Горняка» и мелеузовского «Химика».
Основная часть карьеры Азнабаева в мини-футболе прошла в составе команды БГПУ, за которую он играл с момента образования клуба, пройдя вместе с ней путь от становления студенческого коллектива до выхода в Высшую лигу российского первенства. Азнабаев внёс весомый вклад в успехи БГПУ, выполняя обязанности капитана, а впоследствии, и играющего тренера, пять раз подряд (с 2003 по 2007 год) он становился лучшим бомбардиром Первой лиги.
Перед началом сезона 2008/09 годов Азнабаев подписал контракт с клубом Суперлиги «Динамо-Тималь». Заиграть на высшем уровне у него не получилось (сказывался возраст), и через два месяца Азнабаев вернулся в БГПУ.
В 2009 году перешёл на тренерскую работу, сначала в качестве помощника главного тренера Павла Смильгина, а после его ухода возглавил команду.
Выпускник УралГАФК (1998). Тренерскую деятельность совмещает с преподавательской работой на факультете физической культуры родного вуза.

## Достижения

### В футболе

#### Командные
Первенство России
- Победитель зонального турнира Третьей лиги ПФЛ: 1996

### В мини-футболе

#### Командные
Первенство России
- Победитель первенства России среди молодёжных команд клубов Высшей лиги: 2007/08

- Бронзовый призёр: 2008/09, 2009/10

- Бронзовый призёр первенства России среди команд Первой лиги: 2004/05[7]
- Победитель зонального турнира Второй лиги: 2009/10

Кубок России
- Серебряный призёр Кубка России среди любительских команд: 2008/09[7]

#### Личные
- Лучший бомбардир зональных турниров первенства России: 2002/03, 2003/04, 2004/05, 2005/06, 2006/07 2024/2025
- Чемпион мира 1998